# 尹宗华
尹宗华（1964年8月—），男，汉族，浙江嵊州人，中华人民共和国政治人物，於南开大学取得经济学博士學位，現任香港中聯辦副主任、第十三届全国政协委员和中华海外联谊会副会长，曾任全國政協港澳台僑委員會駐會副主任、中国国际贸易促进委员会副会长、党组成员。

## 生平

### 年表
- 1980年－1984年：杭州大学外语系学生
- 1984年－1993年：对外经济贸易部国际联络局(司)、常驻联合国工业发展组织代表处、对外贸易经济合作部国际经贸关系司干部
- 1993年－2000年：对外贸易经济合作部国际经贸关系司副处长、处长
- 2000年－2006年：中国国际经济技术交流中心副主任(副司级)，对外贸易经济合作部、商务部对外贸易司副司长，商务部国际经贸关系司副司长
- 2006年－2011年：驻欧盟使团公使衔经济商务参赞(正司级)
- 2011年－2013年：商务部国际经贸关系司司长
- 2013年－2014年：商务部世界贸易组织司司长兼中国政府世界贸易组织通报咨询局局长
- 2014年－2019年：中国国际贸易促进委员会副会长、党组成员
- 2019年－2021年：全国政协港澳台侨委员会驻会副主任

### 现状
- 2018年3月－目前：第十三届全国政协委员
- 2021年3月16日－目前：中央政府驻港联络办副主任[2][3]
- 2021年7月17日，美国就中国推动《香港国安法》“损害香港自治”一事再制裁7名中联办副主任，尹宗华名列其中。[4]